# Euryopis deplanata
Euryopis deplanata är en spindelart som beskrevs av Schenkel 1936. Euryopis deplanata ingår i släktet Euryopis och familjen klotspindlar. Inga underarter finns listade i Catalogue of Life.